# Öncüpınar
Öncüpınar este un sat din Provincia Kilis, Turcia, aflat la granița cu Siria. Satul este situat la sud de orașul Kilis și la nord de orașul sirian Azaz. Codul poștal al așezării este 79000. Cele mai apropiate orașe importante din Turcia sunt Gaziantep, Osmaniye și Kahramanmaraş. Orașul Alep din Siria este și el situat în vecinătate.
În apropiere se află un punct de trecere a frontierei cu același nume (Punctul de trecere a frontierei Öncüpınar, în turcă Öncüpınar Hudut Kapısı), care face legătura cu Siria, iar Centrul de Găzduire Kilis Öncüpınar, o tabără pentru refugiații din cauza Războiului Civil Sirian, este și el situat în sat.